# Roblox Studio
Roblox Studio es un software creado por David Baszucki y Erik Cassel, para el videojuego Roblox.  Fue lanzado el 23 de julio del 2012, cuándo la plataforma recibió una actualización importante. Este software se utiliza para crear juegos dentro de la plataforma. Permite a los desarrolladores crear experiencias dentro de la plataforma Roblox, como por ejemplo el juego Brookhaven RP y Grow a Garden.  

## Acerca del software

### Lenguaje de programación
El software usa Lua como lenguaje de programación, es especialmente usado en scripts.  En el software, los scripts usados son "LocalScript", "ModuleScript" y "Script". También los creadores con los códigos pueden hacer acciones para su juego. Tiene configuraciones especiales para programadores. Por ejemplo, para cerrar un Frame de ScreenGui haz esto:
```
---------------- Script dentro del botón ---------------

local
 
button
 
=
 
script
.
Parent

local
 
frame
 
=
 
button
.
Parent

button
.
MouseButton1Click
:
Connect
(
function
()

    
frame
.
Visible
 
=
 
false

end
)

```

## Características

### Roblox Assistant
Roblox Assistant es una herramienta basada en inteligencia artificial integrada en Roblox Studio, que permite a los desarrolladores generar contenido, objetos o scripts mediante comandos escritos en lenguaje natural. Fue implementada como una IA generativa.

### Caja de herramientas
La Caja de herramientas (en inglés, Toolbox) permite a los desarrolladores insertar modelos, sonidos, imágenes y otros recursos creados por la comunidad o por ellos mismos.   Los desarrolladores también pueden agregar sus propios modelos a Roblox Studio. 

### Editorde scripts
En Archivo, Configuración de Studio, Editor de Script, puedes cambiar y personalizar la ventana de scripts. Los scripts son Lua, los desarrolladores pueden escribir scripts para definir el comportamiento de los elementos del juego. Puedes cambiar la fuente de letras en la pestaña mencionada anteriormente. 